# Cipolla (araldica)
In araldica la cipolla simboleggia lacrime e dolore, visti come passaggi essenziali per raggiungere gli scopi più alti e difficili.

È arma parlante nello stemma della famiglia siciliana dei Cipolla e nello stemma della famiglia Cipolla di Verona: d'argento, ad una cipolla di rosso, fogliata di verde.

## Esempi

Partito: al 1°, d'argento alla cipolla sradicata col bulbo, le radici e le foglie al naturale; al 2°, di rosso (stemma di Certaldo)
Di rosso, alla gru passante d'argento, tenente nel becco una cipolla d'oro in fascia (Tervola, Finlandia)
Di rosso, alla cipolla fogliata di sei pezzi sormontata da una corona di Francia, il tutto d'oro (Montréal, Francia)
Due cipolle al naturale, fogliate di verde, passate in decusse (Zeiskam, Germania)